# Liste des monuments historiques nationaux de la province de Jujuy
Cet article recense les monuments historiques de la province de Jujuy, en Argentine.
| Monument                                                     | Commune                | Adresse                                                                                               | Coordonnées                        | Loi             | Notice | Catégorie                 | Date | Illustration                        |
| ------------------------------------------------------------ | ---------------------- | --- | ---------------------------------- | --------------- | ------ | ------------------------- | ---- | ----------------------------------- |
| Chapelle de Casabindo                                        | Casabindo              | En la Puna, a 279 km. de San Salvador de Jujuy, por Ruta Prov. N°5 y Nac. N°9 a través de Abra Pampa. | à géolocaliser                     | Décret no 95687 | 650    | Monument historique       |      | Image manquante Téléverser          |
| Village de Casabindo                                         | Casabindo              | | à géolocaliser                     | Décret no 370   | 651    | Lieu historique           |      | Image manquante Téléverser          |
| Yacimiento arqueológico de Coctaca                           | Departamento Humahuaca | 23° 07′ - 23° 12′ sud; 65° 15′ - 65° 19′ ouest                                                        | à géolocaliser                     | Décret no 1012  | 652    | Monument historique       |      | Image manquante Téléverser          |
| Chapelle de Huacalera                                        | Huacalera              | En la Quebrada de Humahuaca, sobre la Ruta Nacional N°9 a 100 km. de San Salvador de Jujuy.           | à géolocaliser                     | Décret no 95687 | 653    | Monument historique       |      | Image manquante Téléverser          |
| Village de Humahuaca                                         | Humahuaca              | | 23° 12′ sud, 65° 21′ ouest         | Décret no 370   | 654    | Lieu historique           |      | Village de Humahuaca                |
| Chapelle de Humahuaca                                        | Humahuaca              | Sobre la Ruta Nac. N°9 a 128 km. de San Salvador de Jujuy.                                            | à géolocaliser                     | Décret no 95687 | 655    | Monument historique       |      | Image manquante Téléverser          |
| Posta de los Hornilos                                        | Maimará                | Finca Hornilas (lote rural 1, padrón I-1006)                                                          | à géolocaliser                     | Loi no 25574    | 656    | Lieu historique           |      | Image manquante Téléverser          |
| Chapelle de Purmamarca                                       | Purmamarca             | A 62 km. de San Salvador de Jujuy, a 4 km de la Ruta Nac. N°9                                         | à géolocaliser                     | Décret no 95687 | 657    | Monument historique       |      | Image manquante Téléverser          |
| Village de Purmamarca                                        | Purmamarca             | | 23° 43′ 59″ sud, 65° 28′ 59″ ouest | Décret no 370   | 658    | Lieu historique           |      | Village de Purmamarca               |
| Site archéologique de Los Amarillos                          | Quebrada Yakoraite     | 23° 22′ - 23° 25′ sud; 65° 23′ - 65° 25′ ouest                                                        | à géolocaliser                     | Décret no 1012  | 659    | Monument historique       |      | Image manquante Téléverser          |
| Bandera obsequiada por el Gral. Belgrano al Cabildo de Jujuy | San Salvador de Jujuy  | Guardada en el Salón de la Bandera de la Maison de Gobierno Provincial.                               | à géolocaliser                     | Décret no 1119  | 660    | Bien d'intérêt historique |      | Image manquante Téléverser          |
| Cabildo de la ciudad de San Salvador de Jujuy                | San Salvador de Jujuy  | Esquina de Calles Belgrano y Sarmiento                                                                | à géolocaliser                     | Décret no 95687 | 661    | Monument historique       |      | Image manquante Téléverser          |
| Chapelle de Santa Barbara                                    | San Salvador de Jujuy  | Esquina Lamadrid y San Martín                                                                         | à géolocaliser                     | Décret no 95687 | 662    | Monument historique       |      | Image manquante Téléverser          |
| Maison de Gobierno                                           | San Salvador de Jujuy  | Manzana comprendida por las calles San Martín, Independencia, Gorriti y Sarmiento                     | à géolocaliser                     | Décret no 1119  | 663    | Monument historique       |      | Image manquante Téléverser          |
| Maison donde fue muerto el Gral. Lavalle                     | San Salvador de Jujuy  | Lavalle 256                                                                                           | à géolocaliser                     | Décret no 95687 | 664    | Monument historique       |      | Image manquante Téléverser          |
| Cathédrale de San Salvador de Jujuy                          | San Salvador de Jujuy  | Belgrano y Sarmiento                                                                                  | 24° 11′ 08″ sud, 65° 18′ 01″ ouest | Décret no 1347  | 665    | Monument historique       | 1931 | Cathédrale de San Salvador de Jujuy |
| Église y Couvent "San Francisco"                             | San Salvador de Jujuy  | Belgrano y Lavalle                                                                                    | à géolocaliser                     | Loi no 26555    | 666    | Monument historique       |      | Image manquante Téléverser          |
| Théâtre Mitre                                                | San Salvador de Jujuy  | Alvear y Lamadrid                                                                                     | à géolocaliser                     | Loi no 25312    | 667    | Monument historique       |      | Image manquante Téléverser          |
| Église Notre-Dame-de-Belén de Susques                        | Susques                | | à géolocaliser                     | Décret no 16482 | 668    | Monument historique       |      | Image manquante Téléverser          |
| Chapelle de Tilcara                                          | Tilcara                | | à géolocaliser                     | Décret no 95687 | 669    | Monument historique       |      | Chapelle de Tilcara                 |
| Pucará de Tilcara                                            | Tilcara                | | 23° 35′ 19″ sud, 65° 24′ 10″ ouest | Décret no 1012  | 670    | Monument historique       |      | Pucará de Tilcara                   |
| Chapelle de Tumbaya                                          | Tumbaya                | | à géolocaliser                     | Décret no 95687 | 671    | Monument historique       |      | Image manquante Téléverser          |
| Chapelle de la Sainte-Croix d'Uquía                          | Uquía                  | | 23° 18′ 12″ sud, 65° 21′ 23″ ouest | Décret no 95687 | 672    | Monument historique       |      | Chapelle de la Sainte-Croix d'Uquía |
| Chapelle Saint-François de Yavi                              | Yavi                   | Marquez Campero S/N                                                                                   | à géolocaliser                     | Décret no 95687 | 673    | Monument historique       |      | Chapelle Saint-François de Yavi     |
| Manoir du Marquis de Yavi                                    | Yavi                   | | à géolocaliser                     | Loi no 25450    | 674    | Monument historique       |      | Image manquante Téléverser          |
| Village de Yavi                                              | Yavi                   | | 22° 08′ 00″ sud, 65° 28′ 00″ ouest | Décret no 370   | 675    | Lieu historique           |      | Village de Yavi                     |